# Lexar

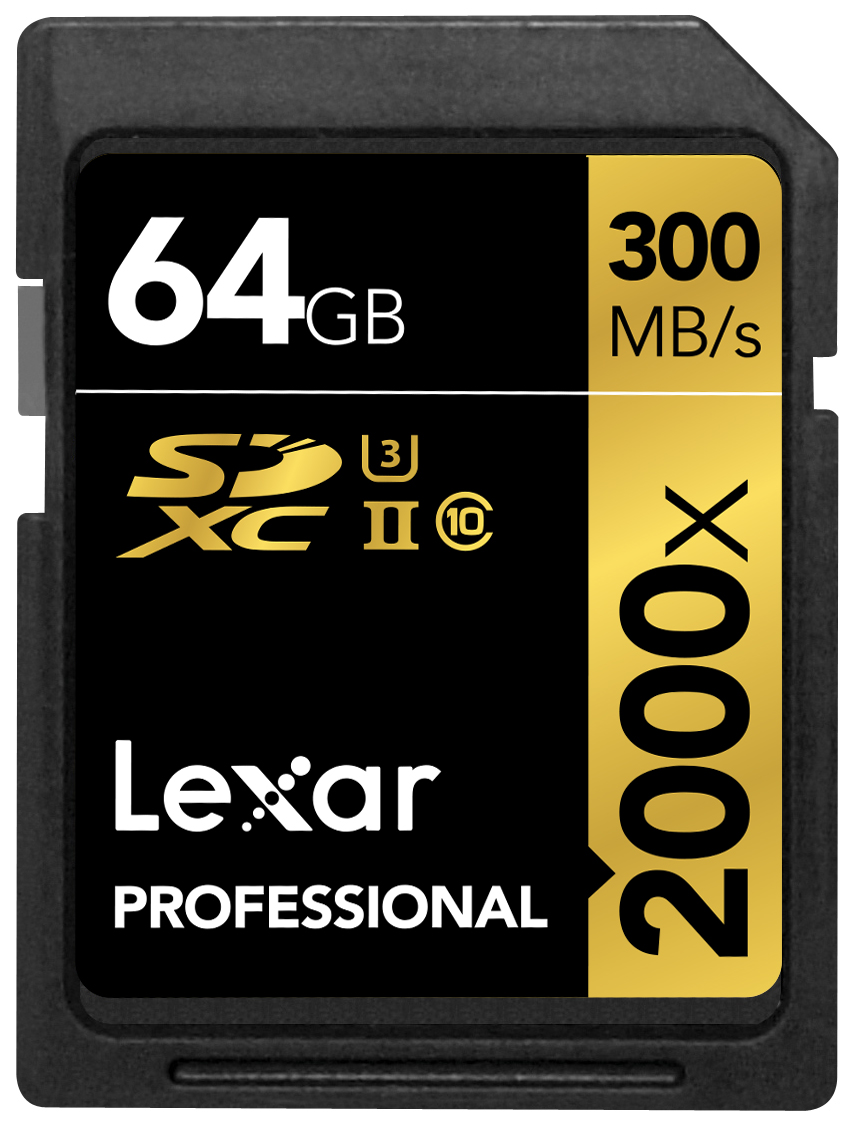
Карта памяти Lexar Professional 2000x 64GB SDXC UHS-II card

Lexar (ранее Lexar Media, Inc.) — американская компания, специализирующаяся на производстве запоминающих устройств. Штаб-квартира компании находится в городе Фримонт, штат Калифорния (США). В 2017 Lexar была продана китайскому производителю чипов памяти Longsys.

## История
Lexar Media, как самостоятельная компания, была создана в 1996 году, путём выделения структурного подразделения компании Cirrus Logic. Основателями компании стали Петро Эстахри и Майк Ассар.
В 2005 году компания Lexar получила 380 миллионов долларов США по иску против Toshiba, скопировавшей технологию флэш-памяти, созданную Lexar.
В 2006 году Lexar Media была поглощена компанией Micron Technology, а затем была объединена с Crucial Technology под названием Lexar Media, дочерней компании Micron. В сентябре 2007 года Lexar продлила соглашение с Eastman Kodak Company о разработке и продаже флэш-памяти под брендом Kodak по всему миру.
26 июня 2017 года компания Micron объявила о том, что прекращает розничный бизнес Lexar и выставляет часть компании или её всю на продажу. В августе 2017 года торговая марка Lexar Media была продана китайскому производителю чипов памяти Longsys.

## Продукция
Продукция компании выпускается под собственной торговой маркой Lexar (USB-flash, флэш-карты и кардридеры к ним). Кроме продукции выпускаемой под собственной торговой маркой Lexar Media также производит и продает флэш-карты и USB-flash под торговой маркой Kodak.
Среди продукции компании встречались уникальные и оригинальные решения, например, на основе карт памяти Memory Stick. Одно из них — уникальное решение MS-select, которое позволило без нарушения совместимости с устройствами обойти ограничение размера оригинальных MS-карт в 128MB, другое же — специальная версия MS-DUO совместимая с Sony PSP.